# Kopacz szczotkoogonowy
Kopacz szczotkoogonowy, kret szczotkoogoniasty (Parascalops breweri) – gatunek owadożernego ssaka z rodziny kretowatych. Jest jedynym przedstawicielem rodzaju Parascalops.

## Systematyka
Takson po raz pierwszy opisany przez J. Bachmana w 1842 roku w czasopiśmie Boston Journal of Natural History pod nazwą Scalops breweri. Jako miejsce typowe autor wskazał „Martha’s Vineyard”. E. R. Hall i K. R. Kelson w 1959 roku zasugerowali że jest to błąd i umieścili miejsce typowe, bardziej ogólnie we wschodniej Ameryce Północnej. Jedyny żyjący współcześnie przedstawiciel rodzaju kopacz (Parascalops) utworzonego przez F. W. True'a w 1894 roku.

## Charakterystyka
Jest średniej wielkości kretem. Występuje we wschodniej Kanadzie oraz północno-wschodniej części Stanów Zjednoczonych.
Kopacz szczotkoogonowy ma ciemno-szare futro, krótki włochaty ogon oraz małe, ukryte w futrze oczy, które rozróżniają tylko zmiany natężenia światła. Ma długość około 15 centymetrów z 3-centymetrowym ogonem. Osiąga masę ciała około 55 gramów. Dożywa na wolności od 4 do 5 lat. Kariotyp wynosi 2n = 34, FN = 62.